# Waschhaus (Fontaine-le-Port)

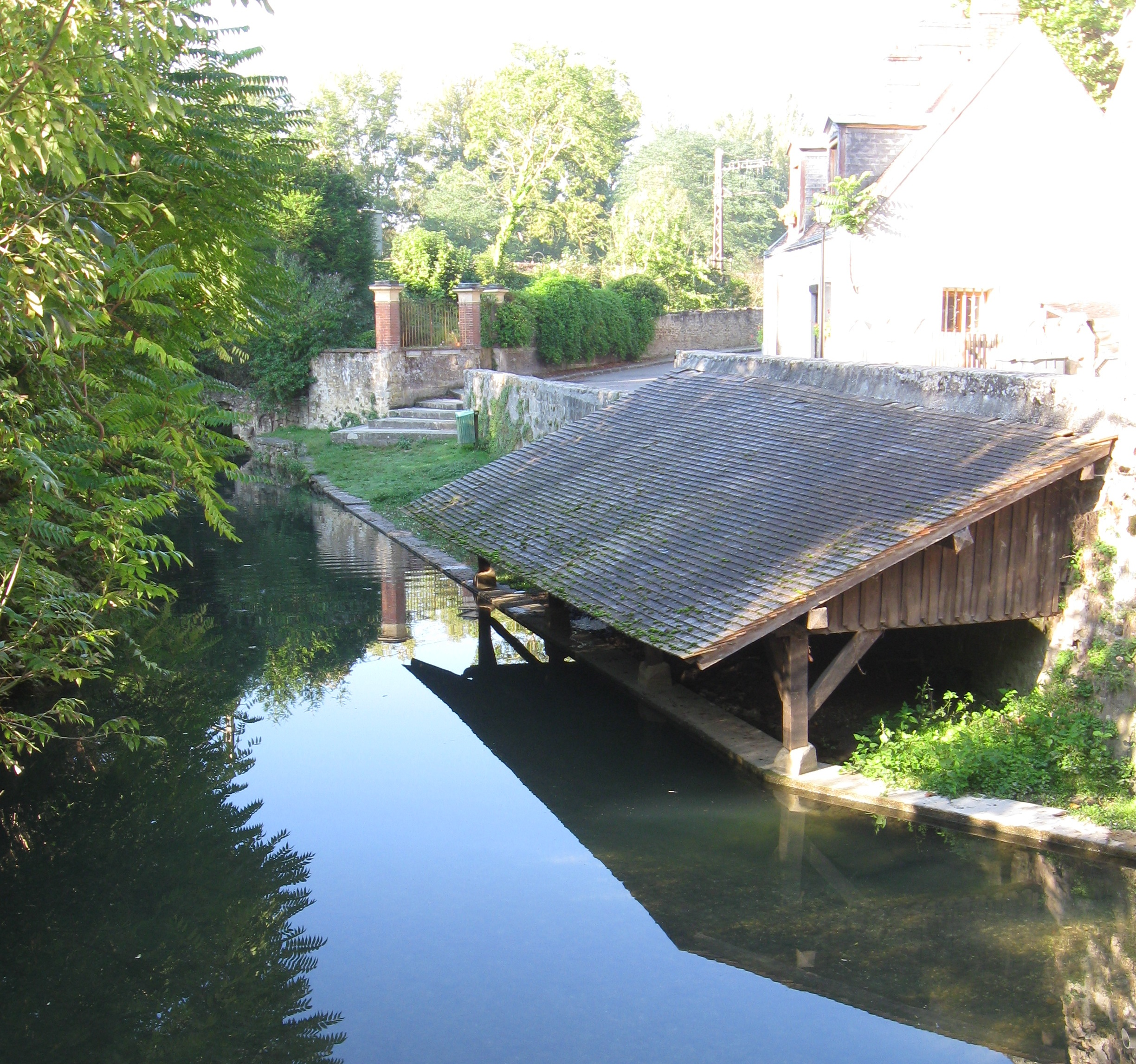
Waschhaus in Fontaine-le-Port

Das Waschhaus (französisch lavoir) in Fontaine-le-Port, einer französischen Gemeinde im Département Seine-et-Marne in der Region Île-de-France, wurde im 19. Jahrhundert errichtet.
Das öffentliche Waschhaus befindet sich in der Nähe der Rue des Grillons am Bach Châtelet. Es besteht aus einer Holzkonstruktion und wird von einem Pultdach gedeckt.